# Bestellmenge
Als Bestellmenge (auch: Losgröße der Beschaffung, bei Stoffen: Charge) wird eine Menge an Produkten bzw. Einzelteilen bezeichnet, die im Rahmen des Fremdbezugs zur Befriedigung des Teilebedarfes in einer gemeinsamen Bestellung beschafft wird, wobei vom Umfang der Bestellung unabhängige fixe Bestellkosten und mengenabhängige, variable Lagerkosten entstehen.

## Allgemeines
Die Ermittlung optimaler Bestellmengen ist eine der Aufgaben der Beschaffungslogistik. Diese Problemstellung weist strukturelle Ähnlichkeiten mit der Ermittlung der optimalen Losgröße bei Eigenfertigung auf, zu deren Bestimmung eine Reihe von statischen und dynamischen Losgrößenmodellen entwickelt wurde. Bestellmengen beeinflussen nicht nur die Lagerkosten, sondern auch die Kapitalbindung und das Lagerrisiko.  

## Auflagenfixe und auflagenvariable Kosten
Für die kaufmännische Betrachtung wird zwischen Kosten unabhängig von der Bestellmenge und variablen Loskosten unterschieden:
Kosten unabhängig von der Bestellmenge: Bei einem Einkauf oder in einem Produktionsprozess treten auflagenfixe (bestellfixe) Kosten auf. Das sind Kosten, die je Produktionsprozess oder je Bestellung anfallen, aber unabhängig von der  Bestellmenge sind. Um die auflagenfixen Kosten möglichst niedrig zu halten, sollten möglichst große Lose gekauft oder produziert werden. Beispiele für losfixe Kosten sind:
- die Versandkosten bei der Bestellung eines Warenkorbs im Versandhandel oder
- das Umrüsten einer Maschine.

Variable Loskosten: Andererseits treten neben den auflagenfixen Kosten auch variable Loskosten, d. h. Lagerhaltungskosten auf. Dies sind Kosten die nicht nur von der Anzahl der bestellten Mengen, sondern auch von der Größe der Lose und damit auch der Lagerzeit abhängig sind. Um diese Kosten möglichst gering zu halten, sollten möglichst kleine Lose gekauft oder produziert werden. Ein Los (Auflage, Serie) ist jene Menge, die ohne Umrüstung auf einer Anlage produziert wird. Die üblichen variablen Lagerhaltungskosten sind z. B.:
- Schwund und Verderb
- Die Versicherungskosten für die gelagerten Güter
- Außerdem sind auf Lager liegende Güter gebundenes, wahrscheinlich schlecht angelegtes Kapital.

## Weitere Einflussfaktoren
Die Bestellmenge ist noch von weiteren Faktoren abhängig:
- Mindestbestellmenge
- Ausnutzung des Frachtraumes
- Drohende Materialengpässe
- Mindestbestellwerte zum Lieferanten
- Verpackungseinheiten und Rundungswerten
- Spekulationen auf Preisveränderungen
- Verfallsdatum

Um die Gesamtkosten möglichst gering zu halten, müssen sowohl die losfixen, als auch die variablen Lagerhaltungskosten beachtet werden. Kleine Bestellmengen und häufige Bestellungen führen zu niedrigen Lagerkosten aber hohen Bestellkosten (keine Mengenrabatte, ...). Große Bestellmengen verhalten sich genau umgekehrt. Um die optimale Losgröße zu bestimmen, wurden verschiedene Losgrößenmodelle entwickelt.
Optimale Losgrößen optimieren die Gesamtkosten für das Unternehmen. Dies kann zu einer Reduktion des Lagerbestandes führen, muss es aber nicht.

## Die zwei Gesichtspunkte der Bestellmenge
Die Frage der Losgrößen kann prinzipiell unter zwei Gesichtspunkten behandelt werden:
- Kostenminimierung: Hier sind die fixen Kosten der Maschineneinrichtung (Auflagekosten) den variablen Lager- und Kapitalbindungskosten gegenüberzustellen. Zielsetzung ist die Ermittlung einer Losgröße, bei der die Summe der Kostenkomponenten minimiert ist.
- Durchlaufzeitminimierung: Hier ist die Fragestellung, welche Losgröße kann am schnellsten durch die Produktion bewegt werden. Im Kontext der aktuellen Just-In-Time-Diskussionen gewinnen durchlaufzeitminimierte Losgrößen zunehmend an Bedeutung.

Gehen wir von der Zeitreihe der wöchentlich vorliegenden Netto-Sekundärbedarfe aus, so kann gefragt werden: Sollen mehrere Wochenbedarfe zu einem Fertigungsauftrag (zu einem Los) zusammengefasst, damit auf einmal produziert und während der Bündelungsfrist gelagert werden? Dann können mehrere Wochenbedarfe aus dem Lagervorrat befriedigt werden. Die Alternative besteht darin, die Wochenbedarfe nicht zusammenzufassen, und jede Woche den Netto-Sekundärbedarf als Fertigungsauftrag neu zu vergeben.
Wöchentliche Fertigungsaufträge bedeuten keine oder bloß geringe Lagerkosten, dafür aber wöchentlich anfallende Auflagekosten für die Maschineneinrichtung. Umgekehrt impliziert die Bildung großer, mehrere Wochenbedarfe zusammenfassender Lose höhere Lagerkosten, aber geringere Auflagekosten. Diese Kosten beinhalten erstens die direkten Rüstkosten, zweitens die indirekten Rüstkosten, die bei Engpaßmaschinen dadurch entstehen, dass sie nicht produktiv eingesetzt werden können, und drittens die Kosten für den Maschinenanlauf. Die Entscheidung der Losgrößenbildung tritt ebenfalls bei externen Beschaffungsaufträgen auf. Dabei sind als fixe Kosten die Bestellkosten den Lagerkosten gegenüberzustellen.